# Lipopéptido
Un lipopéptido es una molécula que consta de un lípido conectado a un péptido. Pueden autoensamblarse en diferentes estructuras. Muchas bacterias producen estas moléculas como parte de su metabolismo, especialmente las del género Bacillus, Pseudomonas y Streptomyces. Ciertos lipopéptidos se utilizan como antibióticos. Otros lipopéptidos son agonistas de receptores de tipo toll. Ciertos lipopéptidos pueden tener una fuerte actividad antifúngica y hemolítica. Se ha demostrado que su actividad está generalmente relacionada con interacciones con la membrana plasmática, y los componentes de esteroles de la membrana plasmática podrían desempeñar un papel importante en esta interacción. Es una tendencia general que agregar un grupo de lípidos de cierta longitud (típicamente C10-C12) a un lipopéptido aumentará su actividad bactericida. Los lipopéptidos con una mayor cantidad de átomos de carbono, por ejemplo 14 o 16, en su cola lipídica tendrán típicamente actividad antibacteriana así como actividad antifúngica.
Los detergentes lipopeptídicos (LPD) se componen de anfifilos y dos cadenas de alquilo que se encuentran en la última parte del esqueleto peptídico. Fueron diseñados para imitar la arquitectura de las membranas nativas en las que dos cadenas de alquilo en una molécula lipídica interactúan facialmente con el segmento hidrofóbico de MP.

## Ejemplos
- Bacilomicina
- Daptomicina
- Equinocandinas (por ejemplo, Caspofungina)
- Iturin A
- Micosubtilina
- Surfactina

## Otras lecturas
- Giuliani A, Pirri G, Nicoletto S (2007). «Antimicrobial peptides: an overview of a promising class of therapeutics». Cent. Eur. J. Biol. 2 (1): 1-33. doi:10.2478/s11535-007-0010-5.
- Pirri G, Giuliani A, Nicoletto S, Pizutto L, Rinaldi A (2009). «Lipopeptides as anti-infectives: a practical perspective». Cent. Eur. J. Biol. 4 (3): 258-273. doi:10.2478/s11535-009-0031-3.

- Datos: Q2903964
- Multimedia: Lipopeptides / Q2903964